# 사타케 요시나가
사타케 요시나가(일본어: 佐竹義長, 1655년 10월 3일 ~ 1741년 1월 23일)는 에도 시대 전기부터 중기까지의 다이묘이다. 아키타 신덴 번의 초대 번주를 지냈다. 아명은 지요마쓰마루(千代松丸), 사콘(左近)이며, 초명은 요시토모(義知)였다. 관위는 종5위하 이키노카미.
메이레키 원년(1655년), 구보타 번의 2대 번주 사타케 요시타카의 넷째 아들로 태어났다. 간분 8년(1668년), 쇼군 도쿠가와 이에쓰나를 알현하였고, 간분 10년(1670년)에 종5위하, 좌근장감에 서임되었다. 겐로쿠 3년(1690년), 형인 구보타 번주 사타케 요시즈미로부터 2만 석 영지를 분할받았다. 겐로쿠 14년(1701년), 막부로부터 정식으로 지번 공인을 받아, 이리하여 아키타 신덴 번(훗날의 이와사키 번)이 성립되었다. 학식이 없고, 어질지 못한 암군이라는 평가를 받고 있다. 교호 3년(1718년), 번주직에서 은퇴하였다. 당시 친아들 요시미네는 본가 구보타 번의 번주가 되었기 때문에 사위인 사타케 요시미치가 양자로서 그 뒤를 이었다. 겐분 5년 12월 7일에 86세의 나이로 사망하였다.
후에 요시나가의 자손은 이키노카미 가(壱岐守家)로 불리게 된다.
|  | 제1대 아키타 신덴 번 번주 1701년 ~ 1718년 | 후임 사타케 요시미치 |